# Szkoła Podstawowa nr 54 w Częstochowie
Szkoła Podstawowa nr 54 w Częstochowie (z oddziałami integracyjnymi) została otwarta w 1989 roku. Znajduje się ona na terenie dzielnicy Północ przy ulicy Jerzego Kukuczki 30.

## Historia
Na terenie dzielnicy Północ, w wyniku rozbudowy osiedla, znajdujące się wówczas trzy szkoły były przepełnione z nauką na dwie i trzy zmiany. Dlatego postanowiono zbudować czwartą szkołę w tej dzielnicy. 28 kwietnia 1988 roku zostało wydane pozwolenie na budowę nowej szkoły. Budowy obiektu podjęło się Przedsiębiorstwo Realizacji Kompletnych Obiektów Przemysłowych „KOMOBEX" a inwestorem została Spółdzielnia Mieszkaniowa „Północ". Aby jak najszybciej umożliwić dzieciom i młodzieży uczęszczanie do Szkoły Podstawowej nr 54, nie czekano na ukończenie całej budowy, ale rozpoczęto naukę wykorzystując dwa wybudowane segmenty. We wrześniu 1989 roku w szkole rozpoczęło naukę 396 uczniów z klas 0 – III.
Pierwszym dyrektorem została Pani Bożena Polkowska. Przez pierwsze lata działalności brakowało sali gimnastycznej i głównego wejścia. Jedyne wejście było przez niewielkie drzwi znajdujące się wtedy od strony Promenady. Po dalszej rozbudowie, w roku szkolnym 1990/1991 oddano do użytku kolejne osiem sale lekcyjne, a do szkoły uczęszczało już 780 uczniów. 18 października 1993 roku oddano do użytku salę gimnastyczną. W szkole działały koła zainteresowań, a także drużyny harcerskie i zuchowe. W tej szkole utworzono pierwsze w mieście oddziały integracyjne dla dzieci niepełnosprawnych.
W 1999 roku podczas ogólnopolskiej reformy szkolnictwa, likwidowano i przekształcano placówki oświatowe. Szkole nr 54 groziło zamknięcie, ale dzięki zdecydowanej postawie rodziców, nauczycieli i uczniów, szkoła pozostała. Po kilku latach utworzono również Gimnazjum nr 10 a placówka zyskała nazwę Zespół Szkół nr 1 z Oddziałami Integracyjnymi. Dyrektor szkoły Dorota Sobala z powodu obrony szkoły, została przez Urząd Miasta zdymisjonowana, a później otrzymała nagrodę Ministra Edukacji. W 1999 roku dyrektorem szkoły została Bogusława Bielecka. 21 kwietnia 2005 roku odbyło się nadanie szkole imienia – Powstania warszawskiego, a gośćmi byli m.in. bp Antoni Długosz i prezydent Częstochowy Tadeusz Wrona.  W 2017 roku Zespół szkół nr 1 (z oddziałami integracyjnymi), został przekształcony w Szkołę Podstawową nr 54 (z oddziałami integracyjnymi). Obecnie dyrektorem szkoły jest Maria Tomżyńska.  

## Osoby związane ze szkołą
- Agata Dziarmagowska – absolwentka szkoły[3], wokalistka